# Seznam představitelů králů v českých pohádkách
Toto je seznam představitelů králů v českých pohádkách.

## A
- Josef Abrhám – Kouzla králů (král Dobromil), Princezny nejsou vždycky na vdávání (otec princezny Melánie)

## B
- Jiří Bartoška – Micimutr (Karel)
- Predrag Bjelac - Zakletá jeskyně (Kornel)
- Josef Bláha – Princezny nejsou vždycky na vdávání (otec princezny Hortenzie)
- Vlastimil Brodský – Arabela (Hyacint)
- Horst Buchholz – Pták Ohnivák (Jorgen) [mluví Ladislav Županič]

## C
- Jiří Císler – Za humny je drak (Jan)

## D
- Jaromír Dulava – Jak si zasloužit princeznu (král)

## F
- František Filipovský – Honza málem králem (král)

## G
- Marián Geišberg – Ztracený princ (král Arthur)
- Josef Gruss – Jak se Mette chtěla stát královnou

## H
- Jaromír Hanzlík – Nesmrtelná teta (Ctirad)
- Milan Hein – Malá mořská víla (král Žlutého moře)
- Rolf Hoppe – Tři oříšky pro Popelku [mluví Otto Šimánek]
- Jan Hrušínský – Duch nad zlato (Kryšpín), Řachanda

## K
- Maroš Kramár – Královský slib
- Tomáš Klus – Tajemství staré bambitky 2 (král Jakub)
- Luděk Kopřiva – Jak se Mette chtěla stát královnou

## L
- Jiří Lábus – Škola princů (král Vilém)
- Radovan Lukavský – Tři zlaté vlasy děda Vševěda, Malá mořská víla (král všech moří)

## M
- Jaroslav Marvan – Šíleně smutná princezna (král Jindřich Spravedlivý)
- Vladimír Menšík – Princ a Večernice, Princové jsou na draka
- Luděk Munzar – Třetí princ (král Země lva)

## N
- Petr Nárožný – Ať přiletí čáp, královno!, Co takhle svatba, princi? (král Bedřich), Peklo s princeznou (král Leopold), Princezny nejsou vždycky na vdávání (tatínek král)
- Stanislav Neumann – Pyšná princezna (král Půlnočního království)
- Jan Niklas – Jezerní královna (král Richard) [mluví František Němec]

## O
- Alexej Okuněv – Malá mořská víla (král Ledového moře)
- Gustav Opočenský – Princ Bajaja

## P
- Ondřej Pavelka – Království potoků
- Josef Pehr – Jak se Mette chtěla stát královnou
- Ladislav Pešek – Zlatovláska, Popelka
- Boleslav Polívka – Svatojánský věneček
- Václav Postránecký – Peklo s princeznou (král Bedřich)
- Ladislav Potměšil – Nejkrásnější hádanka

## R
- Saša Rašilov – Sněžný drak (král Valentýn)
- Vladimír Ráž – Pyšná princezna (král Miroslav)
- Pavel Rímský – Tři srdce
- Martin Růžek – Princezna se zlatou hvězdou (král Kazisvět)

## S
- Július Satinský – Tři veteráni (král Pikola)
- Petr Skarke – Malá mořská víla (král Modrého moře)
- Ota Sklenčka – Jak se Mette chtěla stát královnou (starý král)
- Michal Slaný – Kouzla králů (král Vladan)
- František Smolík – Princezna se zlatou hvězdou (král Hostivít)
- Jiří Sovák – Jak se budí princezny (král Dalimil)
- David Suchařípa – Čertova nevěsta
- Jiří Světlík – Malá mořská víla (král Černého moře)

## T
- Lubor Tokoš – O statečném kováři, O princezně Jasněnce a létajícím ševci

## V
- Oldřich Velen – Jak se budí princezny (král Vendelín) [mluví Lubor Tokoš]
- Ondřej Vetchý – Kdyby byly ryby
- Josef Větrovec – Princezny nejsou vždycky na vdávání (král Dřímota V., otec princezny Julinky)

## W
- Kurt Weinzierl – Kouzelný měšec [mluví Josef Vinklář]
- Jan Werich – Byl jednou jeden král (král Já I.)

## Z
- Bohuš Záhorský – Šíleně smutná princezna (král Dobromysl řečený Veselý), Hrátky s čertem